# Villebon-sur-Yvette
Villebon-sur-Yvette är en kommun i departementet Essonne i regionen Île-de-France i norra Frankrike. Kommunen ligger i kantonen Villebon-sur-Yvette som tillhör arrondissementet Palaiseau. År 2022 hade Villebon-sur-Yvette 10 353 invånare.

## Befolkningsutveckling
Antalet invånare i kommunen Villebon-sur-Yvette
| Referens: INSEE |

## Sport
RC Villebon 91 vann Coupe de France i volleyboll en gång och var finalist i franska mästeskapet flera gånger. De vann även Top Teams Cup 2003.